# Jamoncillo
El jamoncillo es un dulce tradicional de México, específicamente de los estados de Guanajuato, Querétaro, Nuevo León, Coahuila, Durango, Chihuahua, Sinaloa, Sonora, San Luis Potosí, Jalisco, Michoacán, el Estado de México, Puebla y Veracruz hecho a base de leche y azúcar. Es de color café claro y puede elaborarse mezclado con nuez picada. Además, es conocido como dulce de leche. También se le conoce jamoncillo a un dulce típico de México que es color rojo con blanco.
También se le llama jamoncillo a un dulce típico que se elabora de semillas de calabaza y se presenta en forma de barra, con color o en forma de animales de granja. Este dulce también se vende en la zona de las altas montañas de Veracruz y en ciudades como Puebla, Xalapa, Coatepec y Córdoba, entre muchas otras.